# Ikkitōsen
Ikkitōsen (一騎当千), comercializado no Brasil como Ikkitōsen: Anjos Guerreiros,[carece de fontes?] é uma série de mangá escrita e ilustrada por Yuji Shiozaki, livremente inspirada no clássico chinês Romance dos Três Reinos. A obra ganhou notoriedade pelo abundante fan service e cenas de luta com apelo ecchi. A adaptação em anime foi exibida no Brasil pelo bloco Adult Swim do canal I-Sat, embora inicialmente prevista para o Toonami do Cartoon Network.

## Terminologia
Magatama
Joias em forma de vírgula usadas como brincos pelos tōshi (lutadores). Cada peça abriga o espírito de um guerreiro do período dos Três Reinos, conferindo poder e impondo determinado destino ao usuário.
Gyokuji
Selo imperial de jade que confere autoridade suprema a quem o detém; na série, teria sido encontrado por Sonken, pai de Hakufu.

## Personagens principais
- Sonsaku Hakufu – Protagonista e uma das “três dragões”; torna-se líder da Academia Nanyō na segunda temporada. É a reencarnação de Sun Ce.
- Ryōmō Shimei – Aliada de Hakufu; especialista em técnicas de submissão. Guarda um segredo no olho esquerdo.
- Shūyū Kōkin – Primo de Hakufu e um dos Quatro Devas de Nanyō; atua como estrategista.
- Ryūbi Gentoku – Líder do Instituto Seitō; possui grande poder latente, mas reluta em lutar.
- Kan’u Unchō – Principal guerreira de Seitō, devotada a Ryūbi; baseada no general Guan Yu.
- Sōsō Mōtoku – Terceiro dragão, mestre da Escola Kyōshō; antagonista da segunda temporada.
- Ryōfu Hōsen – Lutadora que se sacrifica na primeira temporada e retorna sem memória na terceira.
- Ouin Shishi (Saji Genpō) – Membro de Nanyō e antagonista oculto da primeira temporada.
- Shibai Chūtatsu – Vilã que pretende instaurar o caos; possui mediunidade.
- Bachō Mōki – Introduzida em Xtreme Xecutor; busca vingança contra Sōsō, mas passa a treinar com Hakufu.